# Andra successionsakten

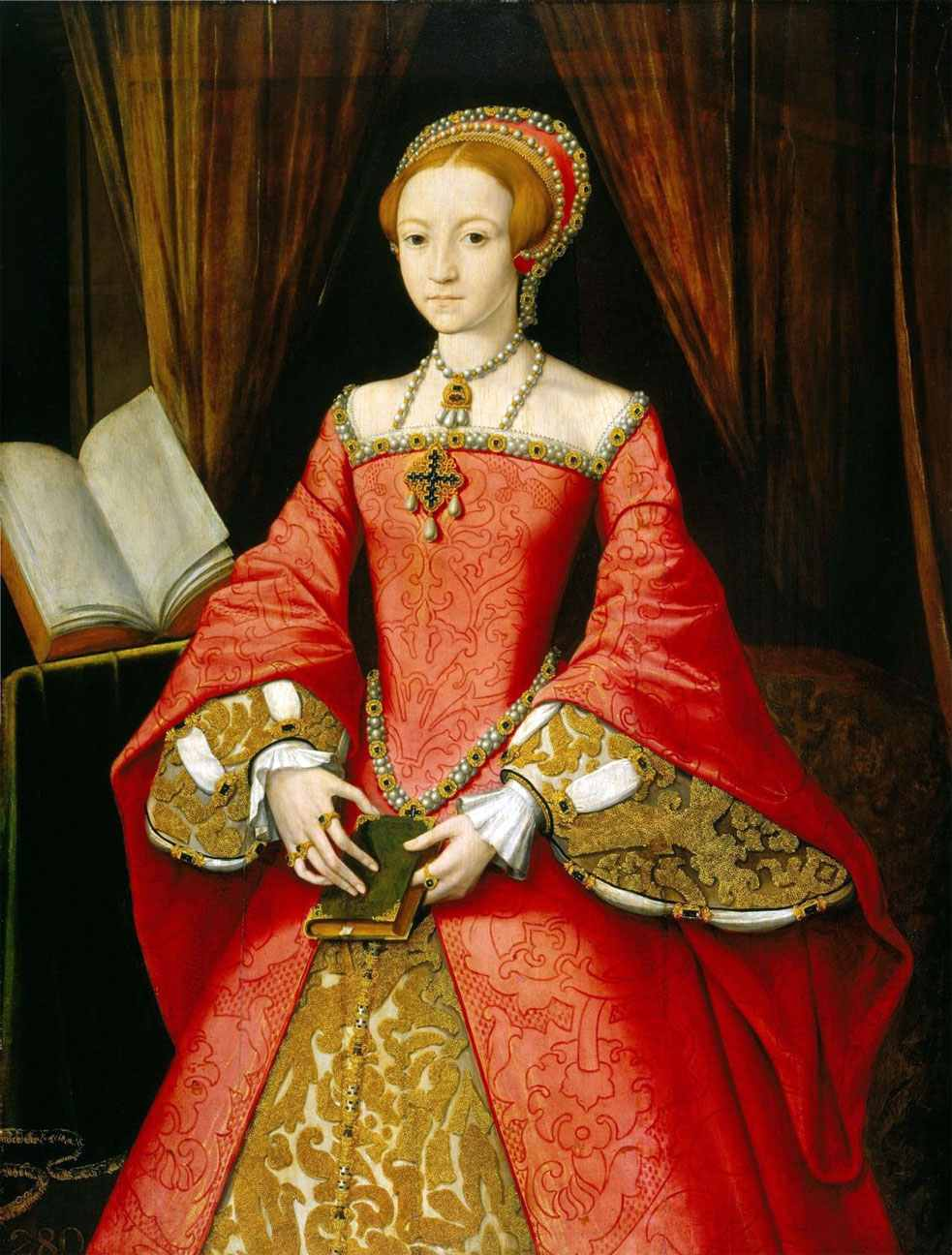
Elisabet uteslöts som tronföljare

Den engelska successionsakten eller Second Succession Act, var den andra akten som beslöt om vem av kung Henrik VIII:s barn som skulle ärva den engelska kronan. 
Första successionsakten antogs av parlamentet 23 mars 1534, och gjorde prinsessan Elisabet, dotter till Anne Boleyn, till den sanna arvtagaren till kronan genom att den förklarade prinsessan Maria, dotter till Katarina av Aragonien, oäkta. Akten tvingade också alla undersåtar att, om de så befalldes, svära en ed om att erkänna denna akt liksom kungens överhöghet. Var och en som vägrade svära eden kunde åtalas för högförräderi.
Akten upphävdes av andra successionsakten 1536, när Elisabet som oäkta och fråntogs titeln prinsessa efter att hennes mor dömts och avrättats. 1537 föddes Edvard av Jane Seymour, Henriks tredje hustru. Eftersom Edvard var av manskön och båda hans systrar uteslutits från tronföljden blev han kronprins.
Henriks sjätte och sista fru, Katarina Parr, medverkade till att försona kungen med hans två döttrar. Genom tredje successionsakten av år 1544, återinfördes Maria och Elisabet i tronföljden som andra och tredje efter sin halvbror Edvard. Enligt lagen var dock både Maria och Elisabet fortfarande oäkta barn. Den kompletterades slutligen i Henrik VIII:s testamente 1546.
Den nu gällande lagen är Act of Settlement 1701. Den fastställer villkor som ska uppfyllas av efterträdaren, och fastställer att parlament, inte monarken, har rätt att besluta vem som ska överta tronen. 